# 河野政子
河野 政子（こうの まさこ、1942年 - ）は、日本の画家。人物画を中心とした、油彩作品を制作する。桑沢デザイン研究所修了。日本美術家連盟会員。